# Locronan
Locronan (in bretone: Lokorn) è un comune francese di 837 abitanti situato nel dipartimento del Finistère nella regione della Bretagna. Nel centro alcuni edifici cinquecenteschi e seicenteschi si raggruppano attorno alla piazza, su cui si affaccia anche una chiesa gotica del XV secolo. All'interno dell'edificio si può ammirare una suggestiva Pietà, interamente scolpita in pietra (XVI secolo).

## Origini del nome
Il toponimo Locronan/Lokorn significa letteralmente "luogo di Ronan", con riferimento a San Ronano di Quimper, un monaco irlandese vissuto nel VI secolo e che dimorò nella foresta situata nei dintorni della città.

## Storia

### Antichità
Locronan si trova in corrispondenza di un antico luogo di culto druidico situato nella foresta di Nevet, un grande quadrilatero di circa dodici km di perimetro suddiviso da dodici punti, probabilmente contrassegnati da un menhir. Successivamente al loro posto sono stati edificati dei calvari, corrispondenti alle stazioni della processione della grande Troménie. Probabilmente il tracciato rappresentava il percorso degli astri nel cielo nel corso dei mesi dell'anno.
Nell'epoca romana il paese si trovava all'incrocio di due vie, la prima che andava da Quimper a Crozon e l'altra verso Douarnenez.

### San Ronan
Secondo la tradizione agiografica dell'alto medioevo San Ronan (Ronano di Quimper), eremita irlandese ha cristianizzato la regione nel V secolo. La leggenda racconta anche che il Santo giornalmente percorreva in penitenza il circuito della piccola troménie, mentre ogni domenica camminava lungo il percorso conosciuto oggi come la grande Troménie. La piazza centrale si trova proprio dove una volta vi era l'incrocio delle due vie.

### La canapa
Nel XVI secolo si ebbe una grande diffusione della produzione della canapa a Locronan e nei suoi dintorni. Da questa coltivazione si sviluppò una fiorente industria della produzione di tele per le vele delle navi che attirò in città numerosi tessitori e mercanti. La produzione aveva come sbocco immediato il porto di Douarnenez. Uno dei fattori del successo della produzione di Locronan è stato la qualità della produzione resa possibile da una rigida e dettagliata regolamentazione definita dal Conseil du Roi che i tessitori erano tenuti ad osservare che stabiliva il numero dei fili di canapa che dovevano essere utilizzati per ciascun tipo di vela, la qualità delle fibre, ecc.
L'industria entra in crisi a seguito della creazione di una manifattura di canapa a Brest nel 1764 realizzata per far lavorare i detenuti della prigione della città. La nuova manifattura attira diversi tessitori di Locronan: la produzione scende da 10.000 pezzi all'anno nel 1751 à 6.329 nel 1776, fino ad arrivare a 3.294 nel 1785.

## Monumenti e siti interessanti
- La chiesa di San Ronan, in granito è stata edificata tra il 1430 e il 1480 e si trova nella piazza principale del piccolo paese. L'edificio è lungo 36 metri e largo 16. È classificata monumento storico nazionale[5]. A fianco è edificata la cappella in cui si trova la tomba del santo.
- La piazza, dove si trova la chiesa di San Ronan, è circondata da 14 case in granito, testimonianza della prosperità vissuta dalla cittadina nel XVII e nella prima metà del XVIII secolo. In realtà nelle case della piazza dimoravano i fornitori, i mercanti, gli intermediari dell'industria tessile. Soprattutto nel XVIII la condizione dei tessitori andò peggiorando, costringendoli spesso a vivere in edifici fatiscenti[6]. Le case dei tessitori si trovavano nell'attuale rue Moal.

## Società

### Evoluzione demografica
Abitanti censiti

## Cinema e televisione
Grazie alla caratteristica urbanistica del borgo e alle case antiche che ornano le sue vie Locronan è stata spesso utilizzata come set per le riprese cinematografiche e televisive di film e cortometraggi di ambientazione storica. Tra gli altri Roman Polanski, ha scelto il borgo per il suo film Tess. Per preparare le riprese nel 1979, la produzione ha fatto a sue spese interrare tutti i fili elettrici e telefonici presenti nelle vie cittadine.